# Sara Ahmed
Sara Ahmed, född 30 augusti 1969 i Salford i Greater Manchester, är en brittisk kultur- och samhällsteoretiker. Ahmed var tidigare professor i Race and Cultural Studies vid Goldsmith's College, University of London, men under 2016 avgick hon från sin tjänst i protest mot universitetets otillräckliga behandling av sexuella trakasserier mot studenter.
Hon är en central teoretiker inom feministisk teori, queerteori och postkolonial teori. Ahmed myntade begreppet "The feminist killjoy", den feministiska glädjedödaren, för att beskriva hur feminister positioneras som glädjedödare i en sexistisk värld. Enligt Ahmeds analys visar detta hur sociala normer upprätthålls genom att kopplas samman med positiva känslor som glädje och lycka. Känslor blir därför i Ahmeds arbete inte framförallt något individuellt och psykologiskt, utan något socialt som har att göra med organiseringen av kroppar och normer.
Ahmeds viktigaste verk är The cultural politics of emotion (2004) och Queer Phenomenology (2006). På svenska finns ett urval av hennes texter i Vithetens hegemoni (2011) men också hennes Att leva feministiskt som kom ut 2017.
Sara Ahmed blev hedersdoktor vid Malmö universitet 2019.